# Boninella satoi
Boninella satoi là một loài bọ cánh cứng trong họ Cerambycidae.